# 久野古夫
久野 古夫（くの ひさお、1915年 - 2009年6月22日）は、テレビ技術者。静岡県生まれ。
松下電器製作所（現在のパナソニック）における、ラジオ、テレビの開発黎明期の中心的メンバーの一人である。

## 経歴
- 1915年 - 静岡県に生まれる。
- 1935年 - 浜松高等工業学校（現在の静岡大学）電気科卒業。
- 1935年 - 松下電器製作所（現在のパナソニック）入社。入社後すぐに、テレビ開発を命じられる。
- 1938年 - 日中戦争勃発によりテレビ研究は縮小され、軍事技術研究をするようになる。
- 1950年 - ラジオ工場技術部長に就任。
- 1951年 - テレビ開発が再開される。
- 1953年 - オランダのフィリップスに派遣技術者に選ばれ、半年以上滞在する。テレビ工場長に就任。
- 1965年 - テレビ事業本部技術部長に就任。
- 1977年 - 松下電器産業（現在のパナソニック）定年退職。定年後は、松下電器産業株式会社AVC社技術顧問（非常勤）に就任。

## エピソード（戦前）
- 浜松高等工業学校（現在の静岡大学）時代の恩師は、テレビ研究の草分けで、日本で初めて「イ」の字の送像実験に成功した高柳健次郎である。
- 松下電器製作所への入社は、浜松高等工業学校に来ていた中尾哲二郎技術部長（後に副社長）のスカウトによる。
- 浜松高等工業学校卒業前に、汽車で浜松から大阪に行き、門真で松下幸之助とはじめて面会する。この時、自分のことを色々と聞かれるものと思っていたが、30分以上にわたり松下幸之助が自社製品についてなどを熱心に語った。
- 当時の松下電器製作所の全国的な知名度は低かったが、自分を見込んでくれた会社に感動し入社した。浜松高等工業学校の同期の多くは、東京の会社へ入社していた。また、松下電器製作所の初任給は東京の会社の相場より10円安い60円であった。
- 入社後に配属されたのは、大阪・十三の工場であった（1935年の年末に、松下電器は松下電器産業株式会社となり、事業部別に9社の子会社に分社化され、この工場は松下無線株式会社に組み込まれた）。この工場では、抵抗器、コンデンサ、低周波変圧器、スピーカなどのラジオ部品を作っていた。入社後から、この工場の事務所の2階に寝泊りしていた。
- 入社後の最初の夏の賞与で、一着30円のオーダーメイドの背広を購入した。
- 入社当時は無線について不勉強だったため、十三工場のスピーカの責任者であった鈴木勇（後に、三洋電機のテレビ責任者となる）が持っていた共立社発行の『無線工学講座』を借り、無線工学の勉強から始めた。
- 入社した年の年末に中尾哲二郎に呼ばれ、「テレビの研究をするように」と言われる。これに対し「送像機から作る必要がある」と言うと、中尾は「当社で送信機を作ることは考えていない。今は送信機なしでラジオを作っている。テレビもラジオのように送信機なしで作れるはず」と言われる。当時、大阪でテレビ研究をしている者はおらず、まだラジオの時代であった。大変だと思ったが、テレビは興味のある研究対象であり、断るのももったいないと思い承知した。テレビの研究部は、本社・工場のある門真町にあったため、近くに引っ越した。この1935年12月が、松下電器のテレビの基礎研究が開始された時である。
- テレビ開発を命じられてから、阪急百貨店で曾根有著の岩波全書「テレビジョン」を購入し、にわか勉強を始める。1936年はじめに、恩師の高柳健次郎教授を浜松まで尋ね（この当時、大阪からは鉄道で片道6時間かかった）、会社からテレビの研究を命じられたことを伝え、指導などをしてくれるように依頼した。この時に、試作しているブラウン管の分譲を頼み（試作代として150円を支払う）、日本テレビジョン学会発行の『テレビジョン年報』を教授からもらった。松下電器からは、松下社員養成所実習生二名を補助としてつけてもらえることになった。
- 手に入れたブラウン管でテレビ受信機の試作を始めるが、当時は高圧を作るのにフライバックトランス法が無かったため、商用電源用のトランスを利用した。電圧は5,000Vは必要で大変危険であった。高柳教授からは安全のためネオンサイン用のリーケージトランスを使うと良いと教わる。ラジオ用の真空管を流用し、信号発生器・パターン発生器・掃引信号発生器などは全て自作した。このようにして、テレビ受像機の試作を始める。
- 1937年になると、高柳教授は学校の研究陣の主力を率いて、東京・世田谷区砧のNHKの技術研究所で、テレビ実用化の研究を始める。松下電器は、1938年4月に東京・青物横丁に松下無線・東京研究所を開設し、テレビ研究部門も移設される。この東京研究所は、発足当時総員80名で、7科あり、第3科の科長として12名でテレビや通信機器の研究をした。毎日のように、品川の青物横丁から世田谷区の砧に通う（渋谷駅から研究所前までバスに乗ったり、小田急線の祖師ヶ谷大蔵駅から黒土の霜柱を踏んで技術研究所まで歩いた）。
- テレビの研究、設計のための測定器（オシロスコープ）は自分で作成した。当時、波形を見るためのブラウン管オシロスコープはRCA社、フィリップス社などの輸入品があった。日本では、東京電気などが製品を出していた。テレビとあわせてオシロスコープを製品化しようとブラウン管の供給先を探すと、東光創業者の前田久雄がケーオートロン（後に、トウ）、日本光音工業でソニー創業者の井深大がブラウン管やオシロスコープを作っていた。しかし、当時の真空技術が十分ではなかったため、ブラウン管の寿命が短く、オシロスコープを商品とするには満足できるものがなかった。結局、日本電気の玉川工場から供給を受けることで製品化することができた（大沢寿一、西尾秀彦に世話になる）。完成したオシロスコープは、戦時中から戦後にかけて、軍・NHK・大学などの各方面で使用され、その後、松下通信工業に引き継がれた。
- 1939年5月、NHKがテレビの実験放送を開始する。この頃、日本の電機メーカー各社は、受像機の開発に力を入れていた。当時のテレビ受像機は使用電力が300Wで、価格は3,000円ほどであった。松下電器も、同年7月に特許局陳列館で開催された電気発明展覧会に、テレビの試作品を出展した（松下電器にとって、テレビを一般公開したのはこれが最初である）。
- テレビ開発は、1940年に日本で開催予定だった東京オリンピックが大きな目的であった。しかし、日中戦争が勃発し、オリンピック開催については1938年7月に返上していた。また、この時に国家総動員法が発令され、電機メーカー各社は軍のための開発が中心となっていき、テレビ開発は縮小方向へ向かう。NHKのテレビの実験放送も、1941年6月に中止となった。
- 戦時中、テレビ技術者は主に無線兵器の研究に転進した。超短波やパルス、広帯域増幅などの無線通信関係について他分野の技術者より習熟していたからである。NHKのテレビ研究部門の人などは、ノクトビジョン（暗視）装置や、飛行機搭載テレビなどの研究に動員されたりした。松下無線・東京研究所には、横須賀の海軍航海実験部から声がかかった。そして、ラジオ・ゾンデ（気球観測機）の研究開発をはじめることとなる。ラジオ・ゾンデとは、気球に小型無線機を積んで、上空の気圧・温度・湿度の情報をそれぞれ電波の周波数の変化として受信・検出するもので、天気予報・飛行機の運航・長距離砲の発射などに必要であった。軍から太平洋のウェーキ島で捕獲されたアメリカのラジオ・ゾンデを見せられ、日本との技術の差に驚かされた。そして、これの日本版を作ることを命じられる（測定高度目標は1万から5万メートルにある成層圏である）。資源の少ない日本では、できるだけ小型で軽量のものを作る必要があった。辻堂の松下電池に電池の研究を依頼したり、小型真空管は日本光音（ソニーの井深大）や品川電機（東光の前田）に製作を依頼したりなどした。実験は、主に小田原海岸で行った。冬には、青函連絡船で北海道の千歳まで行った。木賃宿に泊まり、海軍の航空隊（現在の千歳空港）に通う。銭湯からの帰り道では手拭がカチカチに凍り棒のようになったり、朝は布団の襟に息でできた霜がついたりしていた。海軍の技術将校に連れられ、雪で有名な北海道大学の中谷宇吉郎教授に会い感激する。戦後、1994年に電子機械工業会関西支部の見学団の一員として、千歳・札幌・苫小牧・小樽を訪れたとき、戦後50年の変化のあまりの大きさに驚いた。
- ラジオ・ゾンデの研究中、和紙にコンニャクを塗った気球も飛ばしたりした。戦後になって、これは偏西風を使って気球に爆弾や焼夷弾を載せ、アメリカ本土にまで飛ばす作戦の一つであったことを知る。
- 背が低かったことと軍の技術研究をしていることを理由に、徴兵を免除された。
- 1942年4月、ドゥリットル空襲があり東京研究所近くにも爆弾が落とされたりしたため、大阪へ引き上げた。大阪の市街地でラジオ・ゾンデを上げることはできないため、実験は夜に会社の屋上で行った。しかし、すぐに守口警察署に見つかり取調べられたりもした。取調べは、畳の部屋で数日行われたが、軍の研究のためであるということだけを話し、詳しい内容は一切話さなかった。当時、高層気象の観測については、戦時の法律で禁じられており、軍機保護法との狭間で苦労した。
- 1942年5月、国家総動員法第17条発動による企業整備令が勅令として公布された。これは、平和産業の工場を軍事転用する勅令である。大阪の中東部と四条畷に海軍の無線工場を新設し、飛行機搭載用の無線機や方向探知機の製造を行った。この製造には、ラジオ量産の技術を用いた流れ作業が取り入れられた。受信機用の真空管はドイツのテレフンケン社と技術提携していた日本無線が製造していたFM2A05Aという万能5極真空管を使用していたが、松下電器も製造することとなり、京都の鐘淵紡績の工場を買収したりなどした。後にこの真空管は、量産性に適したソラという真空管にかわり、松下電器を含めた5社が製造することとなる。結局、松下電器は終戦までに56隻の船と、3機の飛行機までを製作した。これにより、戦後、松下電器は制限会社指定を受け、会社資産が凍結されることとなる。
- 1942年2月、日本陸軍はシンガポールを陥落させたときにレーダー（陸軍は電波探知機、海軍は電波深信儀と呼んでいた）を捕獲する。捕獲されたレーダーは、ラジオロケーター（電波警戒機）と呼ばれていたタイプだった。電波警戒機は、一定の周波数のパルス電波を発射し、飛行機などからの反射波を受信するものである。ブラウン管の画面の水平走査線上に、発射パルスと反射パルスを垂直のパルス信号として表し、両者間の寸法から目的物の距離を算定する。松下電器は、奈良県の大和郡山にあった大日本紡績（ユニチカ）の工場で携帯無線機を製造していたが、そこでこのレーダーも製造することとなった。しかし、経験がないため、日本電気の指導を受けることとなり、大垣工場を訪ねた。そこで浜松高等工業学校の先輩の鈴木信雄に会う。戦争の終わり頃になると、大和郡山の工場では熱線追従爆弾の電子部品も製造した。この爆弾は、ボロメーターと熱電堆による発生電流を周波数選択継電器で断続増幅し、艦船の熱源に向かって誘導する方式であった。継電器は井深大の日本測定器の発明したもので、同社から供給を受けていた。この頃、無線研究部は、近鉄の孔舎衛坂駅の近くに疎開していたが、生駒山からは、米軍機が大阪や神戸を爆撃するのがよく見えた。

## エピソード（戦後）
- 敗戦時には、戦時中に2万6千人いた松下電器産業グループは、1万5千人にまで減っていた。無線関係施設の人員は門真に集結となった。軍用無線機製造の四条畷工場は閉鎖となり、電子部品の多くは門真工場内の空き地に埋められた。また、大和郡山工場も閉鎖となり、占領軍の監視下で、製造中のレーダーや試験機などが破壊された。
- 日本では、1945年10月に逓信省がテレビジョン放送実施準備委員会を設置。しかし、同年12月24日付でGHQが、電気試験所・NHK・電機メーカー各社に対して、テレビジョン研究等の禁止を通告。これにより、テレビ研究の再開を待ち望んでいた技術者の希望は完全に打ち砕かれることとなる。
- 1946年6月、戦争目的以外であれば、テレビ研究の許可が下りる。同年11月、戦前テレビ研究をしていた人を中心に、テレビジョン同好会が作られる。これが1948年に発足したテレビジョン学会の母体となる。これに参加したいと考えていたが、距離的な問題、ラジオ工場の技術部長という立場上の問題から、断念せざるを得なかった。
- 当時、GHQは、CCS（民間通信局）を設置し、通信事業と通信工業を統括し、電信電話とラジオ放送の復興に力を入れた。1945年10月に400万台のラジオ受信機の生産を指示し、資材割当のために配給制をしき、経済安定本部も設置した。商工省は、ラジオ･真空管の生産計画を作り、3分の1を松下電器産業・早川電機・戸根無線・双葉電機・大阪無線、3分の2を三菱電機・東京芝浦電気・日立製作所・沖電気工業・富士通信機・日本無線・岩崎通信機・山中電機・七欧無線・ミタカ電機・八欧電気・帝國電波・原口無線などが製造することとなった。しかし、1946年に実際製造されたのは、65万9534台だった。GHQは増産指示を出す一方で、ラジオの完成品に30%の物品税をかけていた（これにより、ラジオを自作する意味が生まれ、ラジオ部品市場=電子部品市場が拡大した）。また、GHQは、スーパーヘテロダイン方式で、ダイナミック･スピーカーのラジオの生産を奨励した。このダイナミック・スピーカーを構成する強力な永久磁石には、KS鋼（本田光太郎が発明）、MK鋼（三島徳七が発明）等が必要だったが、材料不足だった。その配給を受けるため、東京・日比谷の第一生命ビルにあったGHQに状況説明をしにいった。
- 当時の統制機関は物資配給を主としたものが日本通信機械工業会（1946年1月設立）で、GHQの担当窓口はあらゆる業種がESS（経済科学局）だった。しかし、通信関係だけは、CCSだった。そして、CCSは、通信絶対優先政策をとっていた。また、GHQは1947年11月に統制機関廃止命令を出し、日本通信機械工業会は廃止された。しかし、占領行政上、業界団体がないと不便なため、1948年に、無線通信機械工業会（後の電子機械工業会）、有線通信機械工業会、通信電線会が設立され、この三団体で、日本電気通信連合会が設置された。1948年10月、無線通信機械工業会の関西支部が上本町九丁目の旧NHK大阪放送局内に設置され、ラジオ技術委員会なども設けられたため、会社の代表として初回から参加した。
- CCSは電子工業の指導に力を入れた。電機メーカーの経営幹部には科学的経営管理対策講座と名付けたアメリカ式経営教育を行い、技術者には統計的品質管理（QC）の指導を行った。日本メーカーもQCの導入には熱心だった。無線通信機械工業会の暖房の無い寒い部屋で、西堀栄三郎（南極観測隊越冬隊長）の講義を聞いた。また、日本科学技術連盟等は、毎夏、軽井沢のプリンスホテルでQCの集中講義を行っていたが、ある年の夏にこれに参加した。午前はQCの勉強で、午後は松下通信工業の仲間とゴルフをした。ゴルフは不得手だったが、終了後のビールはとにかくおいしかった。
- 1950年は、朝鮮戦争が始まった年である。また、同年5月は、電波三法（電波法、放送法、電波監理委員会設置法）が公布された。NHKも改組され、1925年から独占されていたラジオ方法が民間に開放された。全国で72局の設置申請があり、16社に予備免許が与えられた。大阪には、新日本放送（現在の毎日放送）があったが、スタジオが阪急百貨店内に設けられた。当初はスポンサーが全くいない放送時間もあり、15分で一般視聴者にでもわかるやさしい電気の話をしてくれないかと依頼された。ラジオで話したことなど全く無かったため、苦労した。毎日、門真で仕事を終えた夕方に、阪急百貨店に通うこととなった。放送中は、原稿用紙をめくる音などを注意されたりもした。後に、テープレコーダーが採用されたため、数日分をまとめて録音できるようになった。
- 戦争によりテレビ研究は一からやり直しになる。戦後はまずラジオ事業の再建が先決となり、松下幸之助はテレビ開発になかなかゴーサインを出さなかった。松下社内には、ラジオ受信機に比べ、テレビ受像機は技術的に難しく、ラジオ屋には作れないという雰囲気があった（ただし、門真のラジオ工場の隣の通信機工場では、RCA社のテレビ受像機を購入し、テレビ研究を計画中との噂はあった）。しかし、戦前テレビの研究をしていたため、テレビはラジオの延長線上にあるとの確信を持っており、テレビの研究を始めたいと考えていた。
- 1951年、3月に新制大学の卒業者が入社してきた。その中の一人である長岡忠（松下で最初のVTR開発者）に実習名目で、テレビ受信機を試作させた。この試作品を、無線担当だった藤尾津与次常務に見せ、「大阪にはテレビ電波がないため光るだけですが、電波を受ければ画が出ます」と説明したところ、社長帰国後に常務会で諮ってみるという約束を得ることができた。この当時、松下幸之助は米国視察中だった。この視察中に、テレビ開発の必要性を痛感し、帰国後に、テレビ開発の許可をした。同年6月、NHK大阪放送局がテレビの試験電波を発射し、三越デパートで公開実験をはじめた。同年7月に、門真の第一事業部ラジオ工場技術部（部長は久野）の中の一課として、テレビ課が誕生した。この時に初めて、松下社内の職制に、テレビという文字が現れた。テレビ課は発足当時、課長が伊藤公夫、課員が北尾孝也と長岡忠の3人だけで、予算総額は400万円であった。当時すでにテレビ研究をしていたメーカーは、東芝、日本電気、日本ビクター、日本コロムビア、八欧無線、早川電機などがあった。テレビ課はまず、GEから12インチ型ブラウン管を購入し、受像機の試作をはじめた。
- 1952年、1月、電波監理委員会の「白黒テレビジョン放送に関する送信の標準方式案」に対する聴聞会が開催された。この聴聞会では、占有周波数帯域幅をアメリカと同じ6MHzにするか、日本で開発された7MHzにするかで意見が割れた（いわゆるメガ論争の始まりである）。6MHz派は電波監理委員会・日本テレビ放送網、7MHz派は電子機械工業会・NHK・メーカー等であった。2月28日、電波監理委員会は、「大きな実績があるアメリカの方式にならうべきであり、世界的に孤立した日本独自の方式は避けるべきである」という理由により6MHzを標準方式として制定公布した。これに対して7MHz派は異議申し立てを行い、4月15日から5月2日まで聴聞会が開かれた。この会議に松下の一人として白熱の論争に参加した。結局、6月10日に7MHz派の意見は棄却となり、6MHzが正式採用された。後日、聴聞会の内容を松下幸之助社長に報告すると、「負ける喧嘩をするヤツはアホウだ」と言われた。2月に試作品が完成し（松下の戦後のテレビ試作第一号）、NHKの公開実験に参加した（松下のテレビの最初の一般公開）。この試作品は、後のブラウン管テレビとほとんど変わらないデザインで、他社よりも1年は先行していると絶賛を受けた。3月、商品の形をしたテレビ受像機10台が完成する。この当時の電子部品は品質が良くなかったため、完成品には相当なばらつきがあった。特に、偏向コイルやフライバック･トランス用のフェライトの温度特性が悪く、画像が出た後時間がたてば全体の横幅が減少していき、テレビの裏蓋をあけ扇風機で風を送ると回復したりした。4月、大阪･高島屋で、東芝・日本コロムビア・八欧電気・早川電機・松下電器の5社がテレビの一般公開をし、人気を博す。これ以後、様々な場所で公開実験が盛んになり、一般人によるテレビへの関心が高まっていく。松下では、自動車にテレビを載せて屋外実験も行っていた。国道2号線に沿って神戸、明石から姫路方面、国道26号線に沿って和歌山方面などへ行き実験したが、その当時の道路は完全舗装されておらず、またエアコンも装備されていなかったため、きつい実験だった。7月、アメリカのハリクラフター社から、テレビ受像機を130台購入して、周波数を調整し電源非同期対策を施すなどの変更をし、販売を始めた。販売するためには、テレビ販売部門が必要なため、門真の第一事業部の営業課にテレビ係を作った。テレビ事業の規模が大きくなってきたため、隣接する松下電工の裏にある旧青年学校とその寄宿舎を買収、改築し、研究施設ごと移転した（テレビ事業の発祥地となる。古い建物をペンキで塗り立てたため、松下電工からは進駐軍のようだと言われる）。この移転とともに、技術部テレビジョン課から独立して、第一事業部テレビジョン部となった（部長は久野。ラジオ工場技術部長と兼任）。総務・技術・製造・企画の4課体勢で総勢25人だった。社長に辞令を受領しに行くと、同日付で、「テレビ工場長を命ず」、「テレビ工場長を免ず」、「松下電子工業へ出向を命ず」の三通であった。社長もおかしく思ったのか、「まあ歴史に残るから、皆受け取っておけ」と言われた。同年9月、アメリカのジェネラル･プレシジョン社から最新のイメージオルシコン･カメラ（撮像装置）を1台購入した。このカメラは非常に珍しいもので、当時日本にはNHKの2台とあわせて3台しかなく、展示会を中心に活躍した。また、皇太子がラジオ工場を視察したときも、このカメラを使用してテレビ画像中継を行った。11月、対角17インチの角型ブラウン管を採用したコンソール型のテレビである「17K-531」が完成し、製造を始めた。価格は29万円だった。12月、松下はオランダのフィリップス社との技術提携により松下電子工業を発足させた（この子会社設立は、フィリップスからは技術指導料として売上の7%を要求されたが、松下幸之助は「技術に価値があるなら、わが社の経営にも価値がある」と経営指導料を要求した。これについては、パナソニックの社史が詳しい）。この年は、技術開発以外に、製造販売などの仕事もしたため苦労の多い年となった。特に、人手が足りなかったため、松下社長に人を回して欲しいと直訴したが、「君の言うことはわかる。しかし今、ラジオは松下電器として非常に大切な時や。テレビも本気になったら日本一になるのはわけもないことや」と言われる。つまり、まだテレビ販売は本気ではないということであり、落胆する。同年末の大晦日に、住友銀行の鈴木剛頭取からテレビ修理の依頼を受けた。頭取からは「テレビのお陰で、自由に外出ができない年をとった親の楽しみができた」と言われ、一升瓶の酒をもらった。
- 1953年、2月にNHKが東京でテレビ放送を開始した。当時のテレビ普及台数は極めて低かったが、同年8月に甲子園の高校野球大会を中継し、日本テレビ放送網が民間テレビ放送を開始すると、普及率が上がってきた（同年9月のNHKの受信契約者数は一千世帯を超えた）。同年8月、テレビ部門は、第一事業部から独立して第六事業部となった。事業部長は藤尾津与次で、テレビ工場長は久野だった。ようやく、テレビ事業に専念できる体勢が整った。同年の松下の製品内容は、7インチ型（89500円）、14インチ型（148000円）、17インチ型（175000円）があり、この他に、電球等で技術提携していたフィリップスから完成品を輸入したものもあった。生産台数は、1952年が27台、1953年が3120台であった。この年、フィリップスから日本向けテレビ開発のため、技術者を一人派遣してくれるよう申し出を受け、派遣技術者に選ばれる。この時、「5年間は退社しない」という誓約書を書かされた。この当時、外国へ行くのは手間のかかる困難な時代だった。神戸のアメリカ領事館にビザの申請に行くと、全ての指の指紋をとられた。当時の日本の航空会社は国際線を持っていなかったため、東京・羽田国際空港からオランダ航空を利用することになった。大阪駅では多数の松下の社員が見送りに来てくれ、まるで出征するかのようであった。羽田空港では恩師の高柳健次郎、日本コロムビアの山崎孝が見送りに来てくれた。9月18日、南回りのプロペラ機で出発した。座席は一等席で、タバコとアルコール類が無料で、吸い放題・飲み放題だったが、かなり疲れるものであった。香港、バンコク、カルカッタ、カラチ、ダマスカス、ローマ、フランクフルト、アムステルダムと、合計55時間の長旅であった。リンガホンで英語の勉強をし、会話はできるようになっていた。アムステルダムのアムステルダム・スキポール空港に着陸した時は、遠泳を終わった後のように、脚がよろけた。空港では、フィリップスのハンチェス（映像情報メディア学会名誉会員のハンチェスの従兄弟）が迎えに来てくれていた。アムステルダム駅から、初めてヨーロッパの電車に乗り、フィリップス本社のあるアイントホーヘンに行った。当時の同地は、寒村に近いものであった。駅前のアトランタホテルに案内された。エレベータはなく、シャワーとベッドだけの殺風景な部屋であった。このホテルは、会社からも近くアイントホーヘンでの根城となった。翌日、フィリップスのエレクトロニカの応用研究所へ案内された。ここでは、4チャネルの簡易型のチューナの試作を行っており、所長から、「テレビの研究は、このチューナの開発から始めるとよい」と言われた。昼休みは2時間もあり、社員はみな家に帰って昼食をとっていた。ホテルでは、毎日の食事を頼むのが面倒なため、ボーイにすべて任せることにした。テレビ受像機の試作は、フィリップスの真空管と電子部品を組み込み、順調に進んだが、問題点が一つあった。それは、オランダと日本の電圧の違いで、フィリップスが開発していたのは220Vと110Vで、日本は100Vであった。当時の日本の電源事情は悪く、送電線の末端などでは80Vとなることもあった。この問題を解決するため、当初は1カ月を予定していた滞在は、半年も必要となった。滞在中は、シャープの幹部、中川電機の社長等日本から多くの人がフィリップスを訪れていた。同年暮れ、テレビ受像機の試作についてはある程度のメドがついていたころ、松下の中央研究所がフィリップスの電子顕微鏡を購入するので取り扱い方を勉強するようにという内容の手紙が来た。テレビ開発の本業とは違うが、社命の為受けざるを得ず、医用電子機器事業部に通うこととなった。
- 1954年、2月13日に約5ヵ月間の滞在を終えスキポール空港からアメリカへ向けて出発した。出発前の最後の夜、ホテルでは従業員による送別会を開いてもらった。翌日、ニューヨークに到着した。空港では、松下のアメリカ事務所長が出迎えてくれた。当時のアメリカ事務所は、42番街のグランドセントラル駅前のフィリップスのアメリカ出張所の一角に机を借りていた。アメリカでは、テレビの特許契約を結んでいるRCA社、テレビを輸入したハリクラフター社、ブラウン管を輸入したシルバニア社等を見学した。ニューヨークの次は、ロサンゼルスを訪問した。3月6日、プロペラ機で、ハワイからウェーキ島と中継しながら日本についた。帰国後はすぐに、フィリップスが奨める応用研究所を設立した。松下電子工業と本社のテレビ事業部から数名ずつが廻された。この研究所は、フィリップスの技術指導により、松下電子工業で生産された真空管を使って、ラジオやテレビ受像機などへの応用研究を目的としたものである。このときすでに、新しい欧州型真空管をセットメーカーへの販売を目指して、松下電子工業の子会社として日本電子開発株式会社（NDK）が発足しており、知らない間に取締役の一人となっていた。製造された欧州型真空管は当時としては格段に良かったが、RCAを筆頭とするアメリカ系真空管に較べると知名度が低かった。この知名度を向上させるためには、宣伝が必要であり、フィリップスのハンチェスと一緒にセットメーカーを訪問したり、説明会を開いたりした。また、無線雑誌の無線と実験に、カラーブレテンという4ページのカラー広告を毎号挿入した。この広告では、開発した欧州型真空管を利用した製品の解説をしたが、最後のページに設けた電子工業会の権威者による技術の広場という随想の欄がとても好評だった。星合正治、浜田成徳、高柳健次郎、岡部金治郎、八木秀次、溝上銈、抜山平一、丹羽保次郎、松前重義、古賀逸策、熊谷三郎、難波捷吾、加藤信義、網島毅、森田清、田辺義敏、阪本捷房、林重憲、清宮博、菅田栄治、青柳健次、川村肇、井深大等、錚々たる顔ぶれであった。このカラーブレテンは、ラジオ技術、電波技術、電波科学、テレビ技術、電子技術などの技術雑誌にも掲載された。しかし、この真空管はトランスレス方式であり、当時の主流はトランスを採用していたため、売り込みは難しかった。結局、東京通信工業（ソニー）が購入してくれたが、創業から日が浅かったため購入規模が小さかった。その後、日本ビクターやその他の会社に売れたが、苦労した割に成果は少なかった。社内では、NDKは「何もできない会社」の略ではないかという冗談が交わされることもあった。
- 1955年、3月にナショナルテレビ技術学校を設立し校長となった。これはテレビの販売台数の増加とともに、実務の技能者の不足を補うためである。同年に61名を集め、1963年までで合計約5000名ほどを育てた。1960年からは、車に機材を積み各地を回る移動テレビ技術学校も開催し、各地に4日ずつ滞在し講習会や修理を行った。この時期、オーム社から請われ、営業技術課の人達と分担執筆で、「TV受像機故障修理読本」を出版した。年末に、大阪・天満橋と京都・三条間を走る京阪電鉄の特急電車にテレビ受像機を搭載したいという依頼を受けた。移動体に搭載する場合は、テレビ電波が遮蔽されたり、反射したり、到来方向が変わり画像が安定しないという問題点がある。電車の場合は高圧の架線もある。また生駒山にある送信アンテナとの向きもたえず変わるため難易度の高いものであった。別の電機メーカーに依頼したがうまくいかなかったようであるが、わずか3カ月で開発に成功した。この実績を買われたのか、天皇の御召列車にも搭載された。他の調度品と合わせて、キャビネットは一位の木が使用された。その後には、瀬戸内海を走るフェリーにも搭載されるようになった。1957年6月の南海丸を皮切りに、次々と搭載されていった。また、1961年秋には、全日本空輸から飛行機に搭載できないかと依頼を受けた。第1回目のテストをDC-3型機を使って、東京ー仙台ー三沢ー函館ー札幌のコースで行ったところ、一応鮮明な映像が得られるということで、本格的な研究に着手した。大阪を出発するとすぐに名古屋が、その後すぐに東京のテレビ電波が重なって受信され実用は難しそうであったが、各チャネルの選択度を上げ、隣接局の妨害を軽減したり、高速に即応するようにピーク値AGCや輝度AGC回路を取り入れたり、機内の窓枠に特殊なループアンテナを取り付けたりなど、問題を一つ一つ解決していくことで、1963年9月に公開実験を行うことができた。その後、全日空のバイカウント機全機に機内テレビを搭載した。
- 1956年、松下電器産業のテレビ部門に戻る。役職は、以前と同じテレビ技術部長だった。当時のテレビは、公務員初任給の二十倍ほどの高額商品であった。また、1954年4月からは、倉出価格の30%の物品税が課せられたため、庶民にはとても買えない商品であった。松下社長から、「君らは一割下げようか、二割下げようかと考えているみたいだが、それでは画期的商品は生れぬ。今の半分にすることを考えなあかん。そうすれば新しい発想が生まれる」、「君らが、よい働きをして給料が上がってもよいし、テレビの値段が工夫によって下がってもよい。とにかく、君ら自身が買えるテレビを作れ」と言われた。当時のテレビの価格に大きく影響する重荷の一つには、特許料があった。RCA社に対しては出荷価格の2%、WH社のFM特許に0.7%、EMI社の映像安定回路に2%、フィリップス社のインターキャリア方式に1.1%、等である。価格低下を実現させるため、輸入に頼っていたブラウン管を自社生産に切り替えたりする等の努力により、1953年に14インチ型を175,000円で発売したものが、1954年12月に12万円、1955年10月に9万円、1956年に75,000円、1957年に68,000円と4年ほどで半額以下にすることができた。テレビ放送以外に、送像と受像とをつないだシステムをITV（工業テレビ）とか、クローズド・サーキット・テレビジョン（閉回路テレビ）という。この分野もテレビ事業部の範疇ということで、開発に取り組んだ。当初は、撮像管「イメージオルシコン」が高価だったが、撮像管「ビジコン」が発明され使いやすくなったこともあり、1954年6月から開発に着手し、1955年10月にITVシステムを完成させた。第一号機は、東京・八重洲口のナショナル・ショールームに展示し話題となった。しかし、松下社長からは、「テレビ事業部のやるべき仕事ではない」、「そんなことをしているから、テレビがうまく行かぬのや」と言われ、6台作ったのみで開発を中止した。その後1956年8月に、設計図を添えて、通信機事業部（後の松下通信工業株式会社）に委譲した。
- 1958年7月、自動同調テレビチューナ（人口頭脳テレビ）を搭載した14インチ型のテレビ（T14－R7）を発売する。六万七千五百円であった。当時のテレビはチャネル切り替えつまみが二重になっており、まずはじめに一つ目のつまみで大雑把にチャネルを切り替え、二つ目のつまみで微調整を行う必要があり不便であった。これを解決するのが自動同調チューナである。松下社長に試作品を見せたところ、「これは良い。全部この方式にせよ」となった。しかし、パーツの一つである可変容量ダイオードの価格が非常に高く全機種に採用するのは困難であることを説明すると残念がった。しばらくして松下社長は、現在のチューナと新方式のチューナを持ってくるように命じ、チューナのカバーを開けコンデンサ等の電子部品を一つ一つチェックしていき、可変容量ダイオードの価格が高すぎると言うことを自ら確認した。「これはどこで作っているのや。松下電子工業か。三由清二（後の松下電子工業社長）を呼べ。」となり、電話をした。「こんな小さな部品が、そんなに高いのはおかしいやないか」などとやりとりをし、当時一千円を超えていた価格が一挙に三分の一以下になった。電話後に、「君らは、上の人の使い方を知らぬ。上の人は、下の人に使われるためにもあるのや。何でも持ってこられても困るが、上の人をうまく使うことを考えよ」と教えられた。このテレビは業界に大きな反響を呼び、アメリカの専門誌「Electric Design News」から論文の寄稿依頼が来るほどだった。11月、ふたたびフィリップスを訪問した。フィリップスと松下電子工業の両社は、アイントホーヘンで年1回、幹部によるコンタクト・ミーティングという会議を開催し、問題点の検討、将来への展望、対策などを総括的に話し合ってきたが、これに松下電器産業も参加することになったためである。スカンジナビアン・エアラインのジェット機で、羽田からアラスカのアンカレッジ経由で北極の上空を飛び、デンマークのコペンハーゲンから欧州に入った。十数時間かかった。コペンハーゲンでは航空会社のバスで市街を見物した。有名な人魚像、デンマークビールのツボルグ工場などを見学した。その後に再び飛行機に乗り、アムステルダム・スキポール空港についた。アイントホーヘン駅に着くと、鉄道が立派な高架になっていることに驚いた。他にも、鉄道の客車は1等、2等、3等に分かれていたものが1等と2等だけになっていたこと、週休二日制が導入されていること、社員の多くが自転車通勤から自動車通勤になっていたことなど、わずか4年でここまで変化するのかと驚嘆した。約半月間、エレクトロニクス業界全般のことや最新の機器についての話が行われたが、休日には一同バスでオランダの名所などを案内してもらえた。ある日、南部都市ヘーレンの工場で見学と会議が行われたとき、マーストリヒトで夕食を食べ今日の予定は終了したと思っていたら、「さあ、髭を剃って、パスポートを持って集まれ」と言われた。その後バスに乗せられ国境の山を越え、ドイツのアーヘンに連れて行かれ、ナイトクラブに招待され、ダンスなどを踊った。夜もふけ、アイントホーヘンのホテルへ帰還すると朝の4時だった。少し就寝し、定時の9時に出社すると、フィリップスの社員はみなすがすがしい顔だったが、松下側は寝不足状態だった。このコンタクト・ミーティングは以後、フィリップスと松下電子工業が1年ごとに交替で主催することになったが、当時はテレビ関係の話題が多かったため、毎回出席した。1961年、1964年、1966年、1968年、1971年と合計6回もアイントホーヘンに出張した。
- 年ごとに倍増するテレビ需要にこたえるべく、大阪府茨木市に茨木工場を建設することとなった。1956年6月から建設計画を作成し、同年末に建設着工、1957年12月にキャビネット工場を稼働させた。1958年6月にテレビ事業の全部門が同地に移転した。当時の地名は畑田町だったが現在は松下町となっている。茨木駅から徒歩で30分ほどかかるため松下ではじめて通勤バスが運行された。この茨木工場が最終の勤務地である。本社からは淀川を挟んで遠くなったが、松下社長からは頻繁に電話がかかってきた。新製品を出すとすぐに結果を聞かれ、いい加減な返事をすると雷が落ちた。計画期間が長いと、「これだけ、（世の中が）進んだ今の三カ月は、昔の三年や。もっと早く仕上げることを考えよ」と言われ、新製品が好評の時は、「それを他社製品と考えて、さらにそれよりよいものを作れ。他社は当然それを目標として頑張るに違いない」、製品のデザインには、「君ィ～、人間の顔には目、鼻、耳、口とついていて、その位置も形もだいたい決まっているが、それでも美しい顔、あまり美しくない顔、いろいろである。それに比べると、テレビの意匠設計は、いろいろな変化が考えられるから、はるかに楽や。もっと知恵を出せ」などである。
- 1960年9月10日にカラー放送がスタートした。松下では1956年5月からカラーテレビ受像機の開発に本格的に取り組んでいたが、その中心となったのはテレビ事業部ではなく、松下電器中央研究所だった。当時の技術本部長だった中尾哲二郎から、「カラーテレビ研究は中央研究所でやるから、君はとうぶん頭からはずしておけ」と言われる。フィリップスへの出張もあり余裕がなかったため、一切を同研究所にまかせることにした。同年には、トランジスタ･テレビの開発が本格化するが、初期の頃は小型製品が中心であった。
- 1965年、中尾哲二郎から、「ソニーの幹部の方々が見えておられるから来るように」と言われる。行ってみると、盛田昭夫、岩間和夫、児玉武敏、大賀典雄がいた（井深大がいたかは覚えていない）。話のほとんどは盛田がおこない、「ソニーは人のまねはしない。独自の製品を作る。この精神でトランジスタ･テレビも開発してきました」、「小型テレビから大型テレビまで揃えようということで、1964年には12インチ型を売り出しました。しかし、一社だけの製品では、市場が盛り上がらず、買い手が安心して購入できません」、「そこで相談ですが、松下電器産業さんでも12インチ型のトランジスタ･テレビを作ってもらえないでしょうか。これまでソニーが開発した技術は、そっくり提供します。これでアメリカの市場も、共に開拓しませんか」と、非常に熱っぽく語られた。早速、品川のソニーの工場を訪問し、そこで製造していた「TV-120」を入手し、これを参考にして設計にとりかかり、1965年10月に、12インチ型トランジスタ･テレビ「TR20S」を売り出した。当初のトランジスタ･テレビは真空管式に比べて、不良や故障が多かった。ある日、松下の電池事業担当の副社長から直接電話があり、「僕はトランジスタ･カラーテレビに問題が多いと聞いたので、自分で真空管式と比較してみた。画を見ると、真空管式の方がきれいだ。ただ、真空管式が劣る点は、画が出るまでに時間がかかることだ。電池を安く売ってやるから、これで真空管を余熱したらどうだ。海のものとも山のものとも、わからぬトランジスタに血道を上げていないで、真空管をしっかりやらぬか」と言われた。「ご心配はありがたいのですが、将来性のあるトランジスタ･テレビから手を抜くわけにはいきません」と、技術的に詳しく説明して電話を切った。後日、テレビ事業部長から、「副社長は、君のところの技術部長は頭が堅いといっておられた。相手は副社長だ。なぜ、ありがとうございます。検討しますと返事しなかった」と言われたが、「そんな簡単なことですませたら、経営者にまちがった情報を与え、判断を誤らせることになります」と答えたが、かなり事業部長の機嫌を損ねることとなった。これらの出来事はいつまでも忘れられない思い出となっている。ソニーとのトランジスタ･テレビの会談のあと、大賀典雄がポケットからテープレコーダーのコンパクト・カセットを取り出し、「最近、オランダのフィリップス社から提案がありました。オーディオ記録再生用の磁気テープ、コンパクト･カセットです」、「技術提携料も特許料もいらないから、日本でも作らないか、とのことです。フィリップス社でアメリカのカートリッジ式のテープレコーダーなども研究し、十分対抗でき、しかも使いやすいカセットを開発したのに、ヨーロッパではさっぱり売れない。エンタテインメント･エレクトロニクスの盛んな日本で作ってもらえれば、必ず普及すると思うとのことです。どうですか、いっしょに作りませんか」と言われた。このコンパクト･カセットは、1958年に無線事業本部長兼テレビ事業部長の西宮重和と共に出席したフィリップス社とのコンタクト・ミーティングのときに、フィリップス社のラジオ･テレビ担当重役から、「われわれは、アメリカのカートリッジ式テープレコーダーを研究し、これに対抗できる新しい方式を開発した。日本でこれを作ったら、きっと成功する。技術提携しないか」と売り込みをかけられたことがあったものだった。直感的に画期的な製品だと感じたので、西宮部長に、「あれはたいへん、おもしろい方式で、見込みがある」と進言したが、西宮部長は、「私もそう思う。だけど、真空管やトランジスタとちがって、だれでも見れば、その良さはすぐわかる。もう少しフィリップス社の出方を見たほうがよい。技術提携までしなくても、どうしても必要なら特許料を支払えば済むことだ」と言われた。どのような経緯でソニーに話が持ち込まれたかはわからないが、ふたたびコンパクト･カセットを目にした。後に、日本においてコンパクト･カセットやこれを使用したテープレコーダーは、特別の技術料も特許料も支払うことなしに製造･販売することができ、今日の繁栄に繋がっている。
- 1959年に、松下電器はグランドセントラル駅近くのPANAMビルに資本金50万ドルで、アメリカ松下電器株式会社を設立し、本格的にアメリカでの事業を開始した。1963年、アメリカの視察旅行をした。1月11日に羽田を出発、アラスカを経てニューヨークへ向かったが、ニューヨーク国際空港が大雪のため着陸不能になり、デトロイトで航空会社の用意してくれたホテルに泊まった。ニューヨーク駐在員の馬渕治とシカゴに行き、CESを見学する。その後は、メイシー、ギンベル、エンパイヤステートビル、国連本部、セントラル・パーク、ロックフェラーセンターなどを見物した。この当時の松下電器のテレビの出荷占有率はおよそ20％前後であった。需要増に対応して、トランジスタ・テレビ専門工場を大阪茨木市から独立させ神奈川県藤沢市に新設し、それと同時にカラーテレビ事業部を大阪守口市のラジオ工場跡に移転した。各事業部に技術部ができたことを機会に、テレビ事業部技術部長に就任した。テレビ事業本部には海外営業担当の海外営業部ができたが、この部長の本社転出にともない、1965年末から1967年末まで海外営業部長も兼任した。また、組織変更で技術担当のテレビ事業部次長も1962年5月から1965年末まで兼任した。3つの肩書を持つ非常に忙しい時代だった。
- 1961年、フィリップスとのコンタクト・ミーティングで再びオランダを訪問した。この会議の途中で、テレビ事業部から連絡が入った。ポルトガルのテレビ製造会社に、日本から配線調整済みのテレビ・シャーシを送ったが、図面を見ながら組み立てを行うもスピーカが取り付けられないため調査してほしいとのことである。ロッテルダムのポルトガル領事館で入国ビザを取得し、オランダのアイトホーヘンを発ち、途中パリに寄り、リスボンに着いた。パリからハンブルク松下に駐在している森三千男が同行してくれた。リスボンのテレビ工場を訪問すると、日本から新しく送られた取り付け図面で間違いが訂正され、問題は解決されていた。時間が余ったため、同工場の組み立てラインを見学したが、ここで別の課題を突き付けられた。日本から送られたシャーシの中間周波増幅器の周波数特性をスイープ・ゼネレータ（掃引信号発生器）で測定したが、どうもよくないため、日本で組み立てられたシャーシに問題がないか確認してほしいとのことである。戦前はテレビを自分で作り仔細に渡るまで理解していたが、戦後は肩書はテレビ技術部長であったが、実物に触る機会はほとんどなかった。理論ではわかっているが、計測器を回路のどこに接続して、どう調整するかすぐには思い付かなかったため、困った。現地の技術者にその状況を再現してもらうと、波形は正規の平坦な岡型でなく、凸凹だった。増幅器を調整し直すのは大変だなと思って、スイープ・ゼネレータを見ると、出力調整ツマミの位置が最大になっていたため、入力信号レベルが大きすぎると気が付いた。そこで、出力を下げるように指示したところ、波形は規定の通りになり問題は解決した。この時、「さすがに技術部長だ」と褒められた。この後、1週間ほど現地の放送局やポルトガルの第二の都市オポルトを訪問したあと、同地を離れた。
- 1962年、タイのテレビ事情を知るために訪問した。松下のテレビ輸出は、アメリカの前に、開発途上国向けから始まっていた。首都バンコク、北部のランパンとチェンマイ、南部のハジャイなどのテレビ放送の行われた地域の視察の為である。当時のバンコクは二百万人の大都市だったが、一歩外に踏み出すと田舎が多く、道路は舗装されておらず、遠方への旅行は薪を燃料にした機関車か、がたがたのプロペラ機だった。タイには何度か訪問したが、南部のハジャイを訪れた時、泰緬鉄道を警備しているジャングルの兵舎で、テレビが兵士の唯一の娯楽であることを知り、しかも、そのテレビが松下製であることを見て驚いた。また、ホテルは蠅の飛び交う不衛生なものだった。
- 1966年には、カナダ、アメリカ、メキシコへ出張した。
- 1967年にアメリカに出張した。3月19日にノースウェスト航空機で羽田から出発したが、当時アメリカはベトナム戦争中であったため、機内では座席を縦に半分仕切って半分は戦死者輸送となっていた。セントラル・パーク近くのニューヨーク・コリシアムでIEEEの展示会を見学した。特に目についたのが、セラミック・コンデンサを展示していた京都セラミック（京セラ）のブースだった。この時、この会社については知らなかったが、帰国後に稲盛和夫の伝記を読んだときに、京セラ設立当時、稲盛氏を援助した宮本電機の役員だった弁理士の西枝一江は、松下電器入社当時に特許出願の時お世話になった方だと知った。
- 1969年、オランダのフィリップスを訪問したとき、カラーテレビ方式採用の裏話を聞いた。イギリスやオランダは、アメリカを中心に策定されたNTSC方式を採用しても良いとの意見だったが、当時フランスのドゴール大統領が、「フランスのテレビ技術は、彼らに負けているのか」と関係者に尋ねたところ、「フランスには優秀なSECAM方式がすでに開発されています」とかえってきた。それを聞いたドゴール大統領は、「それなら、なぜそれを主張せぬか」と答えた。それ以来、フランスはSECAM方式を頑なに主張した。このSECAM方式を採用したのは、フランスとロシアと東ドイツである。この手の標準方式の採用については、技術や経済の問題だけではなく、政治や歴史が絡むことを教えられた。世界にカラーテレビの販路を広げたい松下では、一台でPAL（西ドイツを中心に開発）とSECAMに対応できる商品を開発した。白黒テレビ時代に、ベルギーが近隣の国と少し異なる方式で放送しているのに対し、国内放送と近隣国の放送を一台で受像できる五方式のテレビを開発し対応した経験が生きた。
- 自動車免許を取得したのは、会社を辞めたときである。車で日本全国をドライブするのが趣味である。80歳を超えた頃から、友人に「俺のクルマに乗れ」といっても、皆恐ろしがって乗ってくれなかった。しかし、妻だけは、「あなたといっしょなら」といって乗ってくれた。

## 団体役職歴
- 社団法人日本電子機械工業会（現在の社団法人電子情報技術産業協会）の民生機器技術合同委員会委員長、テレビ技術委員会委員長、関西技術合同委員会委員長などを歴任。
- 社団法人テレビジョン学会（現在の社団法人映像情報メディア学会）の副会長などを歴任。

## 受賞歴
- テレビジョン学会丹羽・高柳功績賞
- 電波技術協会賞

## 文献
- 久野古夫(著) 「TV受像機故障修理読本 (1961年)」 （オーム社）
- 久野古夫(著) 「テレビ故障修理ハンドブック―白黒・カラー  (1970年)」 （オーム社）
- 久野古夫(著) 「テレビ人生一筋技術者の65年 (2001年)」 （日経BP出版センター）
- 「松下幸之助―日本人が最も尊敬する経営者 (2007年)」 （宝島社）

## 出演テレビ
- 関西20世紀スペシャル 2000年12月27日放送（毎日放送）